# Anopliomorpha hirsutum
Anopliomorpha hirsutum är en skalbaggsart som först beskrevs av Linsley 1935.  Anopliomorpha hirsutum ingår i släktet Anopliomorpha och familjen långhorningar.
Artens utbredningsområde är:
- Honduras.
- Nicaragua.

Inga underarter finns listade i Catalogue of Life.